# Látászavar
A látászavar az éleslátásnál rosszabb látást jelent. Erősségét általában a látásélességgel mérik, bár érintheti a látóteret, a tér vagy a színlátást is. Lehet egy, vagy kétoldali, aszerint, hogy csak az egyik szemet érinti-e, bár egyes látászavarok esetén a fél szemre kiterjedő látászavart nem kompenzálja a másik, jól látó szem. A legtöbb látászavar korrigálható szemüveggel vagy kontaktlencsével. Erre példa az asztigmia, a rövid- vagy a távollátás, bár ezek is lehetnek olyan súlyosak, hogy még a legjobb látásjavító eszköz sem tudja teljesen kiküszöbölni őket. Vannak olyan látászavarok is, amelyekre éppen az jellemző, hogy a két szem látásmódja nagyon eltérő, erre példa az anizometrópia vagy a féloldali keratokónusz. Lehet ideiglenes: valamilyen betegség tüneteként, gyógyszer mellékhatásaként vagy állandó.

Botos ember. A vakok jelképként is használják a fehér botot

A gyengénlátók jele: sárga mezőben két fekete pont fent, és egy lent

Erősségét többnyire a látásélességgel mérik. Mértékegysége a vízus. Képlete: V = d/D, ahol d az alany távolsága a táblától, és D az a távolság, ahonnan a legkisebb felismert ábra öt szögperc alatt látszódik A szabad szemen mért vízus a nyers vízus. Rendszerint azt tekintik gyengénlátónak, akinek látásélessége a jobban látó szemén szemüveggel javítva is az ép látásélesség 10–33%-a (visus 0,1–0,33). Ennél gyengébb vízus alatt vakságról beszélnek. Ezeket az értékeket még azoknál is a szemüveges látáshoz viszonyítják, akik nem tudják a látásjavító eszközt megfizetni, így ők még nehezebb helyzetbe kerülnek. Az ő ellátásukat a segélyszervezetek tudják biztosítani. A határok rugalmasak, figyelembe veszik a látótér beszűkülését és a halmozott vagy romló szemészeti elváltozást, például ha a látótér az ép látás látóterének 5%-ára szűkült, akkor az alanyt szintén vaknak tekintik. A vaklátás egy olyan állapot, amelyben a látásélmény nem tudatosul. Ha a vízus meghaladja a 33%-ot, akkor a látás épnek tekinthető.
A látászavarok kivizsgálására több módszer áll rendelkezésre. A látásélességet Snellen- vagy Kettesy-táblával mérik, a látótér hibáit perimetriával lehet kimutatni. A színlátás vizsgálatára Ishihara-teszteket alkalmaznak. Korszerű vizsgálati eszköz az optikai koherencia tomográfia (OCT), amely részletes képet ad a retináról, és a szemfenék-vizsgálat (fundus vizsgálat), amely a retina és az erek állapotát tárja fel.
A színlátás zavarai is látászavarok. Lehet színtévesztés, vagy színvakság, de az idegen nyelvek hatására a színtévesztést is szokták színvakságnak nevezni. A színtévesztésnek több fajtája létezik, aszerint, hogy mely színek látása zavart. Habár nem számít fogyatékosságnak, és színszűrővel korrigálható, több száz szakmára teszi alkalmatlanná az érintettet. A színvakság gyakran a látásélesség csökkenését és fényérzékenységet is jelent.
Az öregedés mellett sokféle betegség is okozhat látászavart. A legismertebb ilyen betegség a cukorbetegség. Ismert még a szürke- és a zöld hályog, de a retinitis pigmentosa és a retinoschisis is. Kevésbé ismert a trachoma, vagy a folyami vakság. Az Usher-szindróma esetén az örökletes retinitis pigmentosa halláskárosodással társul. Az A-vitamin hiánya elsősorban az éjszakai látást rontja (farkasvakság), de a fejlődő országokban gyakran okoz teljes vakságot. Gyógyszerek is előidézhetik. Idegi eredetű látászavarra példa a vaklátás, a macropsia, a Bálint-szindróma vagy a mozgásvakság. A látásélességet az albinizmus is rontja, amennyiben a szemre is kiterjed. A látást ronthatja még az UV-sugárzás is.
A térlátás zavara is lehet idegi eredetű, vagy okozhatja kancsalság, amely maga is látászavar, és az egyik szem ellustulásával tompalátás is kialakulhat, megfelelő kezeléssel azonban ez az utóbbi megelőzhető. Mindkét szem is tompává válhat azonban, ha egy gyermekkori látászavart túl későn hoznak helyre, mert a szem és az agy nem tudja már megtanulni az éles látást. Térbeli látásra való képtelenséget a félszemes látás is okozhat.
A látászavarokat aszerint értékelik, hogy gondot okoznak-e az olvasásban, a tájékozódásban, vagy az egyszerű cselekvésekben. A látássérülteket különféle eszközök segítik, és az enyhébb látászavarok szemüveggel vagy kontaktlencsével korrigálhatók. A gyengénlátók olvasása ezek mellett nagyítóval, vagy olvasótévével segíthető. Jobban látják az erősen kontrasztos, mint a normál színösszeállítású szöveget. A technika és a gyógypedagógia fejlődése miatt egyre jobban ki tudják használni még a nagyon kevés látásmaradványt is. Még azok közül is, akik régebben egyértelműen vaknak számítottak, képesekké válnak a maradék látásuk felhasználására. Lehetnek olyanok, akiknek nagyon szűk a látótere, ezért vaknak számítanak, de a síkírást el tudják olvasni. A vakoknak csak nem több, mint 10%-a ismeri a Braille-írást. Magyarországon ez az arány mindössze 7%. Segíthetnek a hangoskönyvek, és a képernyőolvasók. Létezik Braille-kijelző is, de nagyon drága. A teljesen vak személyek számára a fehér bot és a vakvezető kutya a legfontosabb közlekedési segítség. Emellett elérhetők digitális eszközök is, például képernyőolvasó szoftverek, Braille-kijelzők és okostelefonos alkalmazások, amelyek hangos visszajelzéssel támogatják a tájékozódást. A rehabilitáció során a látássérültek speciális képzésben is részesülhetnek, amelynek célja, hogy a megmaradt látásukat minél hatékonyabban használják ki, vagy alternatív technikákkal önálló életvitelt folytathassanak.
A gyengénlátók még tudnak valamennyire tájékozódni látás alapján. A vakokat segítheti fehér bot, vagy vakvezető kutya, esetleg technikai támogatás a megmaradt csekély maradványlátásuk kihasználására. Rehabilitációjuk segít abban, hogy önállóan tudjanak boldogulni; itt tanulják meg a különféle látást segítő, vagy helyettesítő technikákat. Azonban még ezek mellett is segítségre szorulhatnak.
A kezelés módja az alapbetegségtől függ. Egyes ideiglenes látászavarok elmúlnak a kiváltó betegség gyógyulásával. Egyes fajtái műthetők, például a szürke hályog vagy a kancsalság. A fénytörési hibák szemüveggel vagy kontaktlencsével kompenzálhatók. Sok betegség esetén fontos a mielőbbi felismerés a mielőbbi kezelés érdekében, hogy megelőzzük a látás további romlását.
A legtöbb látászavart a cukorbetegség okozza, tehát a cukorbetegség megelőzésével és a cukorbetegek vércukrának minél pontosabb beállítása sok megvakulást megelőzhet. Ha erős az UV-sugárzás, akkor a szemet védeni kell. A vitaminhiány is megelőzhető lenne. Több betegség gyógyításával is megelőzhető lenne a beteg megvakulása.
A WHO szerint 2012-ben 285 millióan voltak látássérültek, köztük 39 millióan vakok és 246  millióan gyengénlátók voltak. 90 százalékuk a fejlődő országokban élt. Globálisan a korrigálatlan fénytörési hibák okozták a legtöbb látássérülést; a szegény és közepes jövedelmű országokban a hályogok okozták a legtöbb vakságot. A látássérülések 80%-a megelőzhető vagy kezelhető lett volna. A WHO legfrissebb becslése szerint ma már világszerte több mint 2,2 milliárd ember él valamilyen látászavarral, közülük legalább egymilliárd eset megfelelő ellátással megelőzhető lenne.